# صلصة البصل
صلصة البصل هي صلصة للطهي، يُستخدم فيها البصل كمكون أساسي. تُحضر بعض الأنواع باستخدام أكثر من نوع من البصل، وتتنوع ألوان الصلصة بين البني والأبيض.

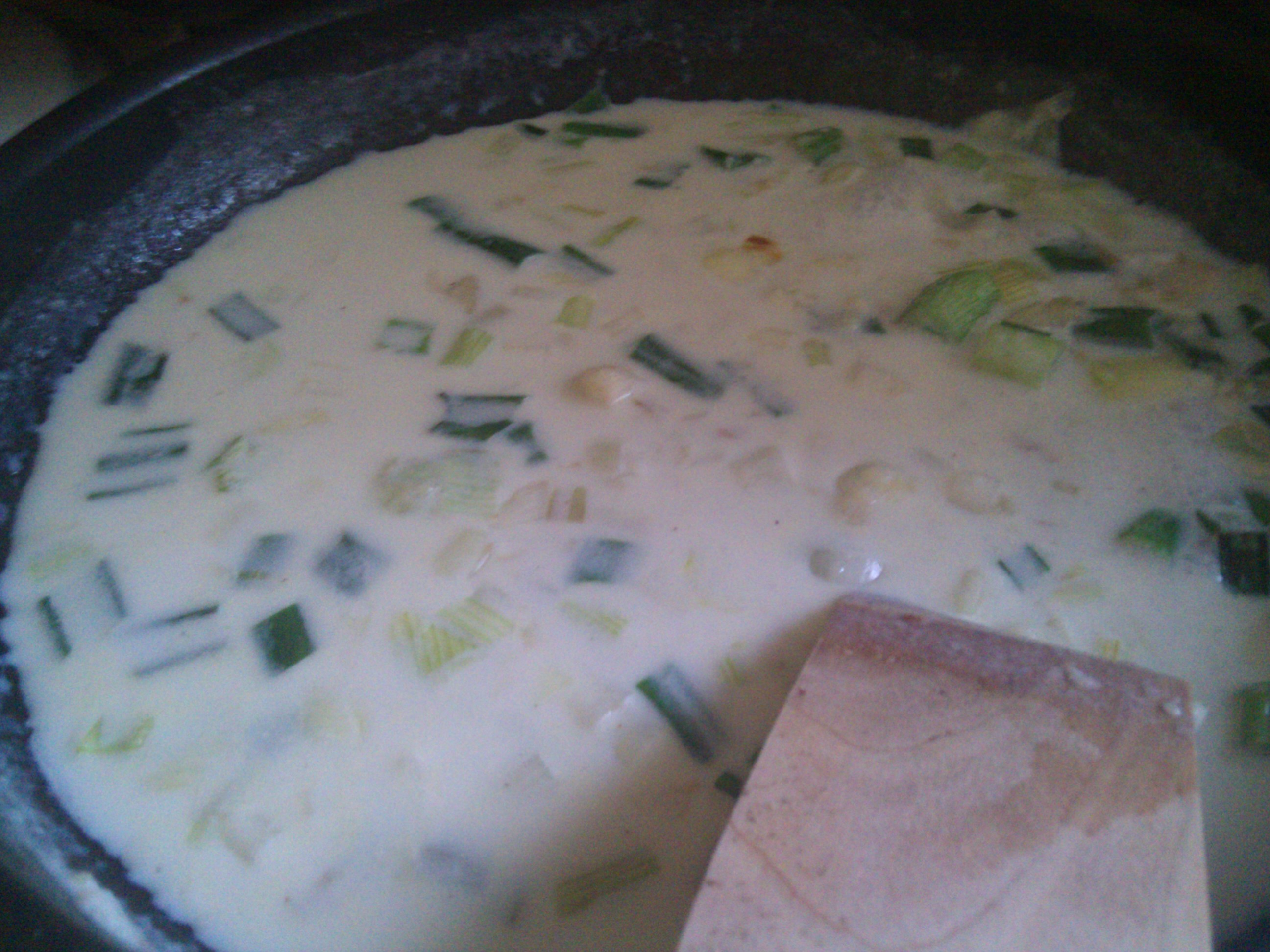
صلصة البصل يتم تحضيرها للبطاطس الجديدة

## نبذة عامة
تُستخدم صلصة البصل لتكملة العديد من الأطباق، مثل البطاطا والبازلاء، إضافةً إلى أنواع مختلفة من اللحوم، مثل لحم الخنزير، والضأن، والبط، والأرانب والكبد، بما في ذلك كبد العجل.   يمكن استخدام صلصة البصل المحضرة بفتات الخبز كحشوة لأطباق الدواجن المختلفة، مثل الأوز.
في المطبخ الفرنسي، تُعرف صلصة السوبيس [الإنجليزية] المُسمية نسبةً إلى النبلاء سوبيس، بأنها صلصة البصل الشهيرة. أما في المطبخ البرتغالي تُحضر يخنة السيبولادا [الإنجليزية] من البصل، أو حساء البصل، أو صلصة البصل أو معجون البصل. وتُستخدم في العديد من الأطباق البرتغالية.
في مدينة نيويورك، يرتبط منتج نقانق شركة سابريت [الإنجليزية] بصلصة البصل الحمراء المصنوعه بإضافة الطماطم إليها والتي تُسمى صلصة بصل سابريت. حتي أنها أصبحت مشهورة كأحد التوابل القياسية في العديد من عربات بيع النقانق التي تحمل علامة شركة سابيرت التجارية.

## التحضير
تُحضر صلصلة البصل من القشدة، والحليب، والزبدة، ومرقة الدجاج، وأنواع من النبيذ مثل: نبيذ البورتو والبيرة، بالإضافة إلي عصير الليمون، والدقيق، والملح، والفلفل الحار، وجوزة الطيب، والخردل الجاف، والمريمية، والأعشاب، وصلصة الفطر، والفتات الخبز ولحم الخنزير المقدد. يتضمن تحضير الصلصة تقطيع البصل إلى شرائح، ثم طهيه مع إضافة مكونات أخرى، ومواصلة الطهي على نار هادئة. تتضمن بعض طرق التحضير قلي البصل حتى يتحول إلى اللون البني.